# El casament del segle
El casament del segle (títol original: Le Mariage du siècle) és una comèdia romàntica francesa dirigida per Philippe Galland, estrenada l'any 1985.

## Argument
La princesa Charlotte, hereva d'un petit regne d'opereta, és de pas a París amb el seu reial pare i tota la seva comitiva. A la capital, hi fan un prestigiós sopar, a la vigília del matrimoni de Charlotte i del gran-duc Guillaume de Spartz-Hohenburg. Aquella tarda, Charlotte és observada per Paul, un play-boy tronera. Després d'una aposta amb la seva colla d'amics, fa servir el seu encant i atreu la princesa fins al seu llit. Mentre que fins aleshores no havia d'estat més que una juguesca, Paul s'enamora de la princesa, i descobreix malgrat ell les fotos de l'escàndol a la premsa amb la finalitat de resoldre un important deute de joc…

## Repartiment
- Thierry Lhermitte: Paul
- Anémone: Princesa Charlotte
- Michel Aumont: El rei
- Jean-Claude Brialy: Kaffenberg
- Dominique Lavanant: L'agregada de premsa
- Martin Lamotte: Guillaume
- Michèle Moretti: Alexandra
- Gisèle Grimm: Mortimer
- Jean Turlier: El primer ministre
- Frédéric Cerdal: Jeff
- Pedra Frag: L'ajuda de camp
- Attila Nagy: L'arquebisbe
- Philippe Bruneau: Jonathan
- Gábor Kiss: El maitre d'hotel
- Abbes Zahmani: L'especialista en ordinadors
- Stéphane Clavier: El barman
- Marc Berman: Un jugador
- Michel Berto: Un jugador
- Nadia Barentin: La senyora del vestuari
- Christian Pereira: Éric
- Léon Zitrone: La veu del comentador
- Vincent Solignac: Maxime
- Riton Liebman: Pat
- Katrine Boorman: Clarisse
- Eva Harling: Babou
- Yolanda Jilot: Lucile
- Renaud Bossert: Un amic
- Caroline Verne: Una amiga